# Чомоев, Султан Талантович
Султан Талантович Чомоев (род. 20 января 2003, Бишкек) — киргизский футболист, вратарь клуба «Дордой».

## Биография
Воспитанник бишкекского «Дордоя». Выступал за «Дордой-2». В 2020 году перешёл на правах аренды в другой столичный клуб — «Илбирс», где и провёл свой первый матч в чемпионате Кыргызстана. Он состоялся 16 сентября 2020 года против «Абдыш-Аты» (0:2). Всего в сезоне 2020 года провёл за «Илбирс» 4 игры, после чего вернулся в «Дордой». В команде Александра Крестинина провёл лишь одну игру в рамках Кубка Кыргызстана, где в 1/8 финала «Дордой» играл против «Анадолу». Чомоев вышел на замену после первого тайма и сумел отразить назначенный в его ворота пенальти, а сама игра завершилась победой «Дордоя» (12:0).
После этого в течение двух сезонов вновь играл на правах аренды за «Илбирс». В сезоне 2022 года отразил наибольшее число пенальти (5) среди всех вратарей киргизского чемпионата. В 2023 году вернулся в «Дордой», где стал основным вратарём команды.
Участник чемпионата Азии 2023 года для игроков до 20 лет, который прошёл в Узбекистане. Впервые в стан национальной сборной был вызван в 2022 году, однако за команду так и не дебютировал.

## Достижения
- Лучший молодой игрок Кыргызстана: 2023[7]